# Yvonne Mitchell
Pour les articles homonymes, voir Mitchell.
Yvonne Mitchell, née Yvonne Joseph, est une actrice anglaise de cinéma et de télévision et romancière, née le 7 juillet 1915 à Londres et décédée le 24 mars 1979 à Westminster.

## Biographie

### Personnelle
Elle fut mariée à Derek Monsey. Elle meurt en 1979 d'un cancer.

## Filmographie

### Actrice
- 1941 : Les Naufragés de la vie (Love on the Dole) réalisé par John Baxter : une travailleuse de l'usine
- 1949 : La Reine des cartes  (The Queen of Spades) réalisé par Thorold Dickinson : Lizaveta Ivanova
- 1949 : Children of Chance réalisé par Luigi Zampa : Australia
- 1952-1954 : BBC Sunday-Night Theatre (Série télévisée, épisode 32, saison 3 / épisode 49, saison 4 / épisode 50, saison 5) : Cathy
- 1953 : Tournez la clef doucement (Turn the Key Softly) réalisé par Jack Lee : Monica Marsden
- 1954 : Douglas Fairbanks, Jr., Presents (Série télévisée, épisode 18 Leave to Die, saison 2) : Martha
- 1954 : Les hommes ne comprendront jamais (The Divided Heart) réalisé par Charles Crichton : Sonja Slavko
- 1955 : Escapade réalisé par Philip Leacock : Mrs. Stella Hampden
- 1956 : Peine capitale (Yield to the Night) réalisé par J. Lee Thompson : Matronne Hilda MacFarlane
- 1956 : Armchair Theatre réalisé par Dennis Vance (Série télévisée, épisode 13 The Same Sky, saison 1)
- 1957 : La Femme en robe de chambre (Woman in a Dressing Gown) réalisé par J. Lee Thompson : Amy Preston
- 1958 : Tempête sur la Jamaïque (Passionate Summer) réalisé par Rudolph Cartier : Mrs. Pawley
- 1959 : Les Yeux du témoin (Tiger Bay) réalisé par J. Lee Thompson : Anya
- 1959 : Opération Scotland Yard (Sapphire) réalisé par Basil Dearden : Mildred
- 1960 : Les Conspiratrices (Conspiracy of Hearts) réalisé par Ralph Thomas : Sœur Gerta
- 1960 : Les Procès d'Oscar Wilde (The Trials of Oscar Wilde) réalisé par Ken Hughes : Constance Wilde
- 1961 : Johnny Nobody (en) réalisé par Nigel Patrick : Miss Floyd
- 1962 : Guitares et bagarres (The Main Attraction) réalisé par Daniel Petrie : Elenora Moreno
- 1965 : Genghis Khan réalisé par Henry Levin : Katke
- 1966 : ITV Play of the Week  réalisé par Graham Evans (Série télévisée, épisode 29 Ivanov, saison 11) : Anna
- 1966 : Out of the Unknown réalisé par Philip Saville (Série télévisée, épisode 1 The Machine Stops, saison 2) : Vashti
- 1968 : Armchair Theatre réalisé par Kim Mills (Série télévisée, épisode 25 You and Me, saison 8)
- 1968 : The Jazz Age réalisé par Peter Sasdy (Série télévisée, épisode 6 The Youngest Comrade, saison 1) : la mère
- 1969 : ITV Playhouse réalisé par Richard Everitt (Série télévisée, épisode 26 Murder: Nobody Knows, saison 2) : Freda Parker
- 1970 : The Corpse (en) réalisé par Viktors Ritelis : Edith
- 1972 : Suspicion (Série télévisée, épisode Old Man's Hat) : Martha
- 1972 : Toute la ville danse (en) (The Great Waltz) réalisé par Andrew L. Stone : Anna Strauss
- 1972 : Les Démons de l'esprit (Demons of the Mind) réalisé par Peter Sykes : Hilda
- 1973 : Cheri réalisé par Claude Whatham (Téléfilm) : Lea
- 1975 : The Legend of Robin Hood réalisé par Eric Davidson (Série télévisée, épisodes 2, 5 et 6) : Reine Eleanor
- 1976 : The Incredible Sarah réalisé par Richard Fleischer : Mam'selle
- 1977 : Nido de viudas réalisé par Tony Navarro : Elvira
- 1978 : 1990 (Série télévisée) : Kate Smith

## Œuvres littéraires
- 1953 : The Same Sky[4] (Pièce de théâtre en 3 actes)
- 1957 : Actress (autobiographie)
- 1959 : The Bed-Sitter
- 1964 : A Year in Time
- 1964 : Cathy Away
- 1970 : Martha on Sunday
- 1974 : God is inexperienced
- 1974 : But Wednesday Cried
- 1975 : Colette: A Taste for Life
- 1977 : But Answer Came There None
- 1977 : Fables

### Adaptations
Sa pièce de théâtre The Same Sky fut adaptée dans différentes séries télévisées :
- 1952 : BBC Sunday-Night Theatre (épisode 32, saison 3)
- 1956 : Armchair Theatre (épisode 13, saison 1)
- 1964 : Thursday Theatre (épisode 6, saison 1)

## Distinctions
| Awards                                   | Awards | Awards                                   | Awards                            | Awards     |
| Distinction                              | Année  | Catégorie                                | Film                              | Résultat   |
| ---------------------------------------- | ------ | ---------------------------------------- | --------------------------------- | ---------- |
| BAFTA                                    | 1955   | meilleure actrice dans un rôle principal | Les hommes ne comprendront jamais | Récompense |
| BAFTA                                    | 1960   | meilleure actrice dans un rôle principal | Opération Scotland Yard           | Nomination |
| Festival international du film de Berlin | 1957   | Ours d'argent de la meilleure actrice    | Woman in a Dressing Gown          | Récompense |